# Ferenczy József (szerkesztő)
Ferenczy József (Szatmár, 1840. – Rákoskeresztúr, 1901. május 10.) szociáldemokrata vezető, betegpénztári tisztviselő, a Népszava szerkesztője.

## Élete
Ferenczy István molnár és Pongrácz Zsuzsanna fiaként született. A 19. század utolsó előtti évtizedében kapcsolódott be a szocialista munkásmozgalomba, belépett a Nemválasztók Pártjába, s a Magyarországi Általános Munkáspártnak is tagja lett, egészen 1894-ig pedig a Magyarországi Szociáldemokrata Párt vezetőségéhez tartozott. 1890 tavaszáig a Népszava felelős szerkesztője, 1895-ben és a következő évben pedig a Népszava Rt. igazgatóságának volt tagja. Az 1890-es évek végén szívbaja miatt visszavonult a politikától, s a munkásmozgalomban sem vett már részt. Halálát szívszélhűdés okozta.